# Марко Бркушанин
Марко Бркушанин (серб. Marko Brkušanin; народився 21 червня 1990 у м. Белграді, СФРЮ) — сербський хокеїст, лівий крайній нападник. Виступає за «Партизан» (Белград) в Сербській хокейній лізі. 
Вихованець хокейної школи «Партизан» (Белград). Виступав за команди: «Партизан» (Белград), «Црвена Звезда» (Белград).
У складі національної збірної Сербії учасник чемпіонату світу 2010 (дивізіон I). У складі молодіжної збірної Сербії і Чорногорії учасник чемпіонатів світу 2007 (дивізіон II), 2008 (дивізіон III), 2009 (дивізіон II) і 2010 (дивізіон II). У складі юніорської збірної Сербії і Чорногорії учасник чемпіонатів світу 2006 (дивізіон II), 2007 (дивізіон II) і 2008 (дивізіон III).